# 朝鮮人民軍海軍艦艇一覧
朝鮮人民軍海軍艦艇一覧は、朝鮮民主主義人民共和国の朝鮮人民軍を構成する朝鮮人民軍海軍が過去保有した、または現在保有する、または将来保有する予定の、未完成・計画中止を含めた歴代艦艇一覧である。
凡例

## 現有勢力（2024年現在）
- 国防予算：不明[1]
- 海軍人員：60000名[1]
- 艦船隻数：634隻（排水量20t以上）[1]

潜水艦×76
金君玉英雄艦
コレ級×1
ロメオ型×24
サンオ型×27
ユーゴ型×5
駆逐艦×1
フリゲート×6
コルベット×5
ミサイル艇×40
高速艇×326
哨戒艇×43
中型揚陸艦×10
揚陸艇×7
強襲揚陸艇×114
掃海艇×5
潜水艦救難艦×1
- 航空機数：約20機[1]

陸上ヘリコプター×約20

## 艦艇一覧（近代海軍）

### 水上戦闘艦
駆逐艦
・崔賢級駆逐艦

#### フリゲート
- 羅津級フリゲート
- 西湖級フリゲート
- 南浦級フリゲート

#### コルベット
- 沙里院級コルベット
- トラル級コルベット（フーガス級コルベット）（трал）
- 豆満級コルベット
- 鴨緑級コルベット

### 潜水艦

#### 通常動力型潜水艦
- 戦術核攻撃潜水艦第841号「金君玉英雄艦」
- 8.24英雄艦（朝鮮語版、中国語版、英語版）（新浦B級潜水艦）
- 633型潜水艦
- 613型潜水艦
- サンオ型潜水艦（鮫型潜水艦）
- ユーゴ型潜水艇
- 鰱魚型潜水艦（鮭型潜水艦）
- 半潜水艇

### 機雷戦艦艇
- ユクトI/ユクトII型掃海艇 × 24隻[2]

### 哨戒艦艇
- 海南型哨戒艇
- SO-1型駆潜艇
- 上海Ⅱ級哨戒艇（英語版）
- K-48
- チョンジン型
- シンポ型
- チョド型
- テチョン級
- キムジン型
- シャントウ型

#### 高速戦闘艇
魚雷艇
- 206T「シュトールム」型魚雷艇
- 新興型魚雷艇
- シンナム型魚雷艇
- P-4型魚雷艇
- P-6型魚雷艇（英語版）
- クソン型魚雷艇（英語版）

ミサイル艇
- オーサ型ミサイル艇(205型)/黄峰級/ソジュ級/チョンジュ級
- ノンゴ級高速ミサイル艇（英語版）
- ヘサム級
- コマール型ミサイル艇（ソフン級）

#### 揚陸艦艇
- ハンテ型LCU
- ハンチョン型LCU
- コンバン(攻防)Ⅱ/Ⅲ級LCAC
- フンナム型LCM
- ナムポ型LCVP

#### 潜水艦救難艦
- コワン級潜水艦救難艦